# Arcüreg

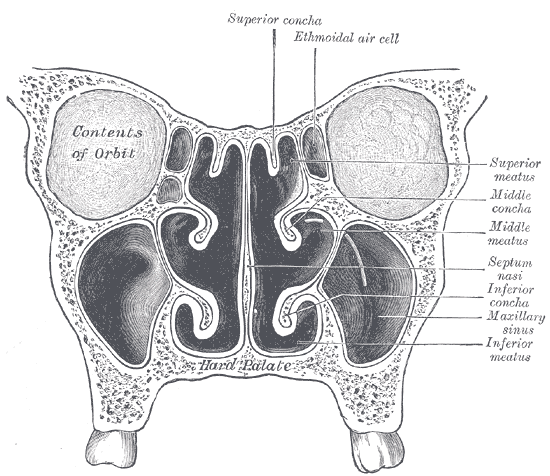
Arcüreg koponyametszetben

Az arcüreg (sinus maxillaris) páros üreg az orrüreg mellett, a szemgödör alatt. A szemgödörtől vékony csont választja el, így betegségei oda terjedhetnek. A felső fogak gyökerei benyúlhatnak az arcüregbe, és gyulladásuk esetén az arcüreget megbetegíthetik. Kivezető nyílása (az apertura nasomaxillaris) a középső orrjáratba ürül, az orrüreg felőli falon van, de nem legalul, ezért ha a csillószőrök működése nem megfelelő, könnyen kialakul benne pangás. A születéskor már megvan.

## Betegségek
- arcüreggyulladás (Sinusitis)